# CDMA
L'accés múltiple per divisió de codi (CDMA, en anglès Code division multiple access) és una forma de multiplexar un canal informàtic per tal de garantir l'accés múltiple. Això ho aconsegueix fent ús d'una sèrie de seqüències pseudoaleatòries per a cada usuari. CDMA és un senyal d'espectre eixamplat, ja que l'amplada de banda del senyal modulat és molt major que el del senyal de dades que volem comunicar. Una analogia per a entendre que fa CDMA seria imaginar una habitació amb grups de persones parlant en diferents idiomes, cada grup pot entendre's entre si però en canvi si escoltessin la resta, no entendrien res. De forma similar en CDMA cada usuari usa una seqüència codi única per a transmetre pel canal i aquesta seqüència codi només serà capaç de desmodular-la el receptor del missatge malgrat que pel canal hi puguin haver diversos usuaris transmetent diferents missatges amb altres codis. A més, el terme CDMA també es refereix als sistemes de telefonia mòbil que usin aquest esquema d'accés múltiple. Alguns exemples de sistemes de telefonia mòbil que usen aquest esquema d'accés múltiple són el pioner QUALCOMM, W-CDMA de la Unió Internacional de Telecomunicacions i l'europeu UMTS. CDMA també ha estat usat en sistemes de navegació com el GPS o el OmniTRACS, un sistema usat per a la gestió de flotes.

## Usos i aplicacions
El primer sistema de telefonia mòbil a usar implementacions de CDMA fou la IS-95 de QUALCOMM, un sistema usat només als Estats Units de la segona generació (2G). A diferència de l'europeu GSM que és una especificació per a tota la xarxa de la telefonia mòbil, CDMA només es refereix a la interfície ràdio de la tecnologia. Així CDMA permet a cada operador de telefonia mòbil personalitzar la seva xarxa amb diferents aplicacions.
CDMA2000 és el sistema de tercera generació dels Estats Units i és una evolució de CDMA que no ha estat validada per la Unió Internacional de Telecomunicacions (ITU).
Una versió posterior validada per la ITU, el W-CDMA (Wideband Code Division Multiple Access), s'ha imposat com a estàndard de les comunicacions mòbils de tercera generació a Europa (UMTS) i Japó (FOMA).
Altres usos són el sistema QUALCOMM CDMA inclou senyals prou precisos en temps i freqüència capaços d'oferir aplicacions de posicionament global (GPS) o el WLL, una forma de proporcionar bucles d'abonats sense fils a zones rurals.

### Cobertura i aplicacions alternatives
La cobertura d'una cel·la depèn de diverses variables: la potència transmesa de senyal, el terreny i la freqüència que usem. Diversos algoritmes poden reduir el soroll introduït per les variacions en el terreny, però requereixen que transmetem certa informació addicional per a garantir que puguem eliminar els errors. Com més longitud d'ona, necessitem menys energia, per tant, com més petita és la freqüència, més gran és el radi de cobertura de la nostra cel·la. A les ciutats són necessàries moltes cel·les petites per a garantir un accés massiu a la xarxa. Així, l'ús d'altes freqüències és habitual. En canvi a les zones rurals se solen usar freqüències més petites per tal de proporcionar un radi més gran de cobertura.
CDMA és també capaç d'oferir un retard adequat i és capaç d'oferir també aplicacions Wireless LAN en què la mida de la cel·la de menys de 100 metres a causa de l'alta freqüència que usem (2,4 GHz) i de la poca potència que solen transmetre les antenes dels routers. La capacitat d'adaptació que ens ofereix W-CDMA és una de les raons per les quals CDMA s'està imposant comercialment com la solució per als sistemes de telefonia mòbil de tercera generació (a Europa UMTS).